# José Luis Guerín
Pour les articles homonymes, voir Serra.
José Luis Guerin (né en 1960 à Barcelone) est un réalisateur espagnol.

## Biographie
Réalisateur insolite, imprévisible, à la filmographie clairsemée - deux films par décennie -, José Luis Guerín est un autodidacte. « Comme je n'ai étudié dans aucune école de cinéma, ma seule formation a été celle de spectateur, si bien que j'ai acquis un imaginaire peuplé de cinéastes qui m'ont aidé à découvrir le monde », affirme-t-il. Il débute à l'âge de 24 ans avec Los motivos de Berta (1984), œuvre quasi mutique qu'il écrit, monte et produit tout à la fois. Le film ne sera jamais distribué commercialement. Après un intervalle de six ans, le réalisateur part sur les traces de L'Homme tranquille de John Ford, en Irlande, afin d'y tourner Innisfree. Sept ans plus tard, il réapparaît avec l'inclassable Tren de sombras, inspiré de l'expérience vécue par l'écrivain russe Maxime Gorki, décontenancé par les premières images du cinématographe projetées à Nijni-Novgorod en 1896. En 2001, José Luis Guerín accède à une plus grande reconnaissance : En construcción, situé dans sa ville natale, devient le film-symbole d'une génération espagnole éprise de documentaire-fiction. Plus confidentiel, Dans la ville de Sylvia (2007), tourné à Strasbourg, se construit autour du visage de la femme, en l'occurrence celui de l'actrice Pilar López. Avec L'Académie des muses (2015), le réalisateur renoue avec ses débuts : il prend la décision de produire, filmer et monter seul son film.

## Filmographie

### Réalisateur
- 1984 : Los motivos de Berta (ca)
- 1990 : Innisfree (ca)
- 1997 : Tren de sombras (ca)
- 2001 : En construcción (ca)
- 2007 : Dans la ville de Sylvia (En la cuidad de Sylvia)
- 2010 : Guest
- 2011 : Correspondencias: Jonas Mekas - J. L. Guerin
- 2011 : Recuerdos de una mañana
- 2015 : Le Saphir de St Louis
- 2015 : L'Académie des muses

## Distinctions
- 2001 : Prix spécial du jury au Festival de Saint-Sébastien 2001 pour En construcción
- 2002 : Goya du Meilleur film documentaire  pour En construcción